# هو جون هو
این یک نام کره‌ای است؛ نام خانوادگی هو است.
هو جون-هو (کره‌ای: 허준호؛ زادهٔ ۱۴ آوریل ۱۹۶۴) بازیگر اهل کره جنوبی است.
پدر او هو جانگ-کانگ، نیز یک بازیگر بود. هو حرفهٔ خود را در تئاتر آغاز کرد، سپس به عنوان بازیگر در فیلم و تلویزیون فعال شد، از جمله در فیلم پرفروش باکس آفیس سیلمیدو (۲۰۰۳) که به خاطر آن برندهٔ جایزهٔ بهترین بازیگر نقش مکمل مرد در جوایز ناقوس بزرگ شد. او همچنین در استیج موزیکال گمبلر برای چندین بار حضور پیدا کرد.